# Liste der Mitglieder der American Academy of Arts and Sciences/1999
Im Jahr 1999 wählte die American Academy of Arts and Sciences 178 Personen zu ihren Mitgliedern.

## Neugewählte Mitglieder
- Elihu Abrahams (1927–2018)
- Jane Alexander (* 1939)
- Robert Altman (1925–2006)
- John Robert Anderson (* 1947)
- Stephen Robert Anderson (* 1943)
- Akito Arima (1930–2020)
- Clay Margrave Armstrong (* 1934)
- Alan Jeffrey Auerbach (* 1951)
- Bernard Macy Babior (1935–2004)
- Paul Frank Barbara (1953–2010)
- Jonathan Barnes (* 1942)
- Percy Nils Barnevik (1941–2025)
- Kenneth Jon Barwise (1942–2000)
- Mikhail Baryshnikov (* 1948)
- Robert M. Berdahl (* 1937)
- Michael John Berridge (1938–2020)
- Michael Boudin (1939–2025)
- Leo Breiman (1928–2005)
- Howard Brenner (1929–2014)
- Timothy Bresnahan (* 1953)
- Alan David Brinkley (1949–2019)
- Howard Franklin Bunn (* 1935)
- Lewis Clayton Cantley (* 1949)
- Anne Carson (* 1950)
- David M. Ceperley (* 1949)
- Schuyler Garrison Chapin (1923–2009)
- Praveen Chaudhari (1937–2010)
- Dorothy L. Cheney (1950–2018)
- Lucille Thelma Clifton (1936–2010)
- Robert D. Cooter (* 1945)
- Brian P. Copenhaver (* 1942)
- Lester Crown (* 1925)
- Bruce Cumings (* 1943)
- Gilbert Dagron (* 1932)
- Hillel Matthew Daleski (1926–2010)
- Veena Das (* 1945)
- Guy R. P. David (* 1957)
- Walter E. Dellinger (1941–2022)
- François N. Diederich (1952–2020)
- Dennis A. Dougherty (* 1952)
- Louise Erdrich (* 1954)
- Daniel Jackson Evans (1925–2024)
- Jonathan Fanton (* 1943)
- Daniel A. Farber (* 1950)
- Michael D. Fayer (* 1947)
- Douglas T. Fearon (* 1942)
- Walter Charles Cornelius Fiers (1931–2019)
- Alan Finkelstein (* 1935)
- Daniel S. Fisher (* 1956)
- Emil Frei III (1924–2013)
- Lee Friedlander (* 1934)
- Robert G. Gallager (* 1931)
- Claire Lynn Gaudiani (1944–2024)
- John Geanakoplos (* 1955)
- Rochel Gelman (* 1942)
- Ronald J. Gilson (* 1946)
- Michael Anthony Gimbrone (* 1943)
- Lila R. Gleitman (1929–2021)
- Richard J. Goldstone (* 1938)
- Roberto Gonzalez Echevarria (* 1943)
- Mary Lowe Good (1931–2019)
- James Russell Gordley (* 1946)
- Susan Gottesman (* 1945)
- Jorie Graham (* 1950)
- Charles Gordon Gross (1936–2019)
- Paul D. Guyer (* 1948)
- Uta Thyra Hagen (1919–2004)
- Wick C. Haxton (* 1949)
- Martha Patricia Haynes (* 1951)
- Walter Berry Hewlett (* 1944)
- Susan Howe (* 1937)
- Noel S. Hush (1924–2019)
- Louis Joseph Ignarro (* 1941)
- Richard Jenrette (1929–2018)
- David Jerison (* 1953)
- Bill Joy (* 1954)
- Jerome Paul Kassirer (* 1932)
- Elihu Katz (1926–2021)
- Thomas C. Kaufman (* 1944)
- Judith Smith Kaye (1938–2016)
- Garrison Keillor (* 1942)
- Charles Frederick Kennel (* 1939)
- Harry Kesten (1931–2019)
- Wolfgang Ketterle (* 1957)
- Mary-Claire King (* 1946)
- V. A. Kolve (* 1934)
- Roger David Kornberg (* 1947)
- Eric S. Lander (* 1957)
- Thomas Laqueur (* 1945)
- Judith Walzer Leavitt (* 1940)
- John Odell Ledyard (* 1940)
- Typhoon Lee (* 1948)
- Wen-Hsiung Li (* 1942)
- Lawrence Lipking (* 1934)
- Harvey F. Lodish (* 1941)
- Joan Massague (* 1953)
- Martha K. McClintock (* 1947)
- J. Richard McIntosh (* 1939)
- Christopher F. McKee (* 1942)
- Marcia K. McNutt (* 1952)
- Michael Menaker (1934–2021)
- Josef Michl (1939–2024)
- George John Mitchell (* 1933)
- Terry M. Moe (* 1949)
- Charles C. Moskos (1934–2008)
- Barry Munitz (* 1941)
- Roddam Narasimha (* 1933)
- Kim Nasmyth (* 1952)
- Peter M. Nicholas (1941–2022)
- Mike Nichols (1931–2014)
- Roger Andrew Nicoll (* 1941)
- Harry F. Noller (* 1939)
- Mary Beth Norton (* 1943)
- Tim O’Brien (* 1946)
- Minoru Oda (1923–2001)
- Emiko Ohnuki-Tierney (* 1934)
- Ursula Oppens (* 1944)
- Robert T. Paine (1933–2016)
- Jeffrey Donald Palmer (* 1955)
- Richard Parsons (1948–2024)
- Thomas Pavel (* 1941)
- Alan S. Perelson (* 1947)
- Alexander Pines (1945–2024)
- Robert A. Pollak (* 1938)
- Dale Purves (* 1938)
- Martin Raff (* 1938)
- Jack N. Rakove (* 1947)
- Mamphela Aletta Ramphele (* 1947)
- John Phillip Reid (1930–2022)
- Peter B. Rhines (* 1942)
- William C. Richardson (1940–2021)
- Morton S. Roberts (1926–2024)
- Lee Nelken Robins (1922–2009)
- David Rosand (1938–2014)
- Elihu Rose (* 1933)
- Hans Thomas Rossby (* 1939)
- Bernard Rossier (* 1941)
- John Gerard Ruggie (1944–2021)
- Jeremy Arac Sabloff (* 1944)
- Boris Georgievich Saltykov (* 1940)
- Myriam Paula Morgenstein Sarachik (1933–2021)
- Jürgen E. Schrempp (* 1944)
- William Jackson Schull (1922–2017)
- Gertrud M. Schüpbach (* 1950)
- Robert E. Scott (* 1944)
- Christine Seidman (* 1952)
- Jonathan Seidman (* 1950)
- Jens Christian Skou (1918–2018)
- Barbara Herrnstein Smith (* 1932)
- Jack L. Snyder (* 1951)
- Elliott Sober (* 1948)
- Thomas C. Spencer (* 1946)
- János Starker (1924–2013)
- Meryl Streep (* 1949)
- Jack W. Szostak (* 1952)
- Jean Ellen Taylor (* 1944)
- Lars Yngve Terenius (* 1940)
- Henri A. Termeer (1946–2017)
- Craig B. Thompson (* 1953)
- Michael Trebilcock (* 1941)
- Calvin Trillin (* 1935)
- Dale J. Van Harlingen (* 1950)
- David Ward (* 1938)
- James Webster (* 1942)
- Joseph H. H. Weiler (* 1951)
- Cornel West (* 1953)
- Edmund White (1940–2025)
- Halbert Lynn White (1950–2012)
- Malcolm H. Wiener (* 1935)
- Michael H. Wigler (* 1947)
- Irene J. Winter (* 1940)
- Peter Thomas Wolczanski (* 1954)
- Susan Rose Wolf (* 1952)
- Eugene Wong (* 1934)
- Edith Wyschogrod (1930–2009)
- Daniel Yankelovich (1924–2017)
- Adam Zagajewski (1945–2021)
- George Zweig (* 1937)